# Zespół Szkół Powiatowych im. mjra Henryka Sucharskiego w Przasnyszu
Zespół Szkół Powiatowych im. mjra Henryka Sucharskiego w Przasnyszu – placówka oświatowa powstała w 1924 r. jako Publiczna Szkoła Dokształcająca Zawodowa w Przasnyszu. Przeobrażała się na przestrzeni ponad 90-lat, obecnie usytuowana jest przy ulicy Mazowieckiej 25.

## Historia

### Geneza
W latach międzywojennych w Przasnyszu działały dwie szkoły zawodowe. W 1923 r. powstała Sejmikowa Szkoła Rolnicza w Rudzie i Publiczna Szkoła Dokształcająca Zawodowa (1924), której kierownikiem był Feliks Otłowski. W szkole zawodowej były 4 klasy, szkoła trzyletnia o rozszerzonym programie klasy 7. Zajęcia odbywały się w budynku Szkoły Podstawowej nr 1, pięć razy w tygodniu w godzinach popołudniowych. Przysposobienie obronne prowadził por. Michał Poszepczyński z 13 Pułku Piechoty. Dyrektorami w Szkole Rolniczej byli: Edmund Opolski, a pod koniec lat 30. Marian Arct. Szkoły istniały do wybuchu II wojny światowej.

### Szkoła w latach 1948–2000
1 września 1948 r. zorganizowano w Przasnyszu Publiczną Szkołę Średnią Zawodową. Dyrektorem został Jan Bukowski, który pełnił jednocześnie funkcję kierownika szkoły podstawowej. Połączenie to zapewniało szkole bazę materialną oraz kadrę nauczycielską. Zajęcia odbywały się po południu. 1 września 1951 r. obowiązki dyrektora powierzyła dyrekcja Okręgowego Szkolnictwa Zawodowego w Warszawie Stanisławowi Jelińskiemu. Szkoła otrzymała pomieszczenia w budynku Szkół Ogólnokształcących przy ulicy Żymierskiego (dzisiaj św. Stanisława Kostki). Nauka zawodu odbywała się od 1950 r. w prywatnym warsztacie mechanicznym. W 1950 r. powstała Zasadnicza Szkoła Zawodowa (72) i liczyła jeden oddział. Zatrudnionych było 9 nauczycieli. W 1951 r. szkoła przeszła reorganizację przyjmując nazwę Zasadnicza Szkoła Metalowa. Powstała klasa o specjalności ślusarskiej. W 1959 r. wybudowano dla potrzeb szkoły pawilon przy ul. H. Sawickiej (obecnie Marszałka Piłsudskiego – dziś już nieistniejący). W 1960 r. zatrudnionych było 20 nauczycieli i jeden lekarz, który uczył higieny. W 1962 r. rozpoczęła się budowa nowej szkoły wraz z internatem i warsztatami przy ulicy Mazowieckiej. Budynki były oddane do użytku w latach 1963–1965. W roku 1963 powstało Technikum Mechaniczne (112) w specjalnościach: budowa i naprawa maszyn rolniczych, urządzeń mechanizacji rolnictwa, maszyny i urządzenia rolnicze oraz kierunek obróbka skrawaniem otwarty w 1969 r. Dwa lata później powstało technikum mechaniczne na podbudowie zasadniczej szkoły zawodowej.
W roku 1972 szkoła otrzymała nazwę Zespół Szkół Zawodowych. Powstały nowe kierunki nauczania w: Technikum Mechanicznym, Liceum Zawodowym, Technikum Ekonomicznym, Liceum Ekonomicznym, Zasadniczej Szkole Handlowej, Zaocznym Technikum Mechanicznym, Technikum Rolniczym. W 1977 r. szkole nadano imię mjr. Henryka Sucharskiego, wręczono Szkole sztandar, a dzień 12 listopada (urodziny mjr Sucharskiego), obchodzony został i jest jako – Dzień Patrona Szkoły. W latach siedemdziesiątych nastąpiła dalsza rozbudowa budynku szkolnego: dobudowano skrzydło z dodatkowymi salami lekcyjnymi, a następnie pomieszczenie na bibliotekę i czytelnię. Rozbudowano internat, unowocześniono klasopracownie i bibliotekę szkolną.

### Szkoła w latach 2000–2015
W roku 2000 oddano do użytku nowy budynek szkoły przy ulicy Sadowej, a w 2001 r. nowoczesną halę sportową. W roku 2002 nastąpiła reorganizacja szkoły. Zespół Szkół Zawodowych im. mjra Henryka Sucharskiego został przekształcony w Zespół Szkół Ponadgimnazjalnych im. mjra Henryka Sucharskiego. W skład ZSP weszły szkoły: 4 letnie technikum, 3 letnie liceum ogólnokształcące, 3 letnie liceum profilowane, 2 i 3 letnie Zasadnicze Szkoły Zawodowe. Organem prowadzącym zostało Starostwo Powiatowe w Przasnyszu. Szkoła otrzymała nowy sztandar. W 2004 r. w szkole uczyło się 1400 uczniów, w 2014 r. 967 uczniów. Kadrę nauczycielską stanowiło 93 nauczycieli. Szkoła stwarzała i stwarza możliwości realizacji zainteresowań i wszechstronnego rozwoju uczniów. Rokrocznie kilkoro uczniów ZSP zostaje stypendystami Prezesa Rady Ministrów RP. Szkoła dysponuje obiektami sportowymi: boiska, sala gimnastyczna, siłownie i nowoczesna hala sportowa. Posiada cztery pracownie komputerowe z dostępem do internetu, ma Szkolne Centrum Multimedialne. Zespół Szkół Ponadgimnazjalnych współpracuje z Centrum Kształcenia Praktycznego, gdzie odbywają się szkolenia praktyczne młodzieży.
W dniach 27–28 września 2014 r. w Zespole Szkół Ponadgimnazjalnych odbyła się uroczystość z okazji 90-lecia szkolnictwa zawodowego w Przasnyszu i 50-lecia powstania Technikum Mechanicznego. Uroczystości odbyły się na obiektach Szkoły oraz w klasztorze ojców pasjonistów w Przasnyszu, gdzie odsłonięto tablicę pamiątkową poświęconą pamięci zmarłych pracowników i nauczycieli Szkoły.

### Szkoła w latach 2015–2022

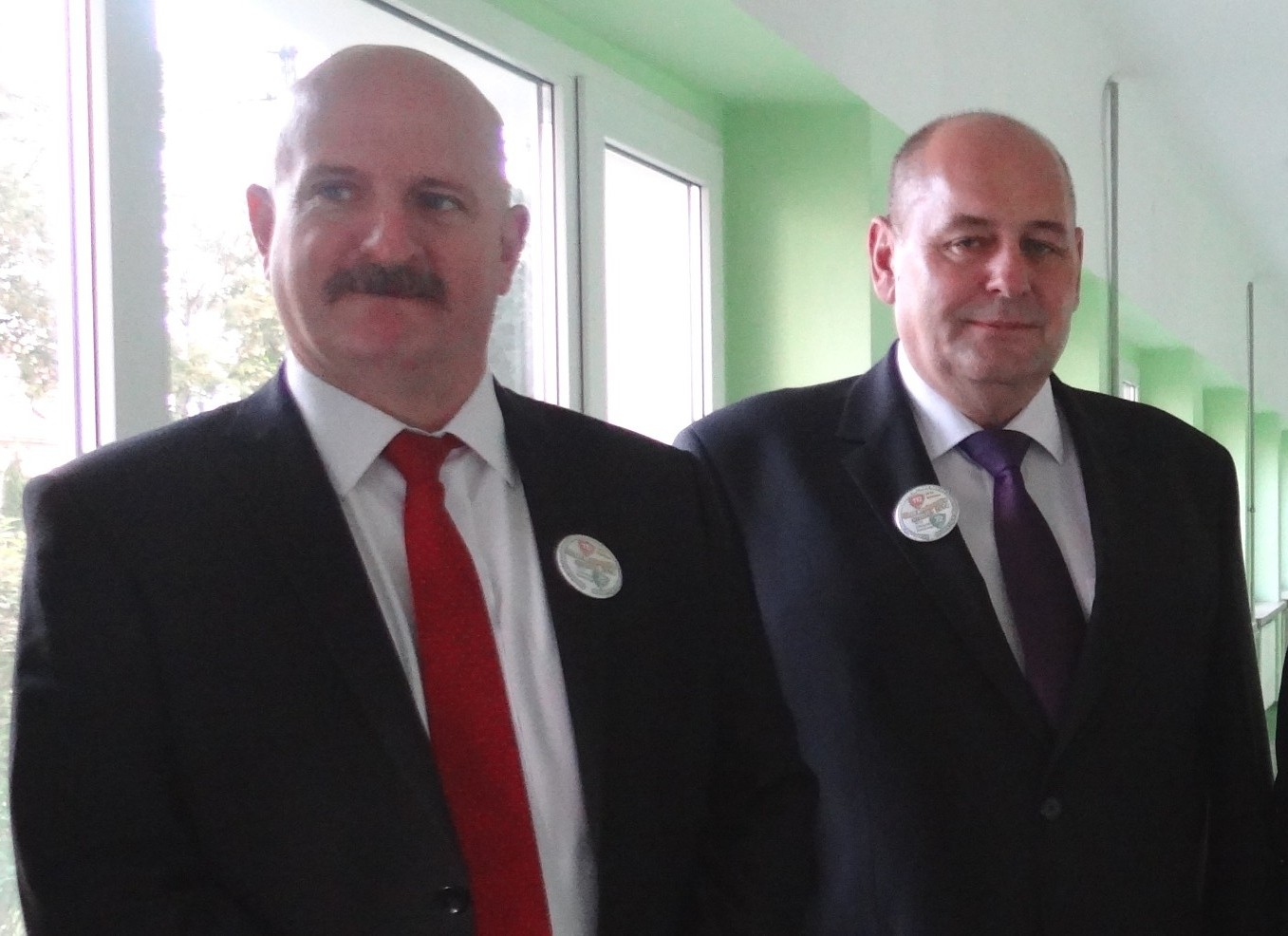
(P) Dyrektor Andrzej Brocki (2014)

W 2017 r. szkoła zmieniła nazwę na Zespół Szkół Powiatowych im. mjra Henryka Sucharskiego w Przasnyszu. W skład Zespołu Szkół Powiatowych przy ul. Mazowieckiej i Sadowej wchodzą następujące szkoły: II Liceum Ogólnokształcące, Technikum, Szkoła Branżowa I stopnia, Liceum Ogólnokształcące dla Dorosłych; prowadzone są w Szkole kwalifikacyjne kursy zawodowe. Zajęcia praktyczne odbywają się w warsztatach szkolnych przy ulicy Gdańskiej 1. 
W 2019 r. w szkole zatrudnionych było 83 nauczycieli, pedagog szkolny i 20 pracowników obsługi. W roku szkolnym 2020/2021 do użytku została oddana hala sportowa z płytą sztucznego lodowiska oraz hotelowa część internatu. Dyrektorem ZSP do 2021 był Andrzej Brocki. Obecnie dyrektorem jest Paweł Stanisław Szczepkowski. W sierpniu 2022 r. rozpoczęła się budowa kompleksu otwartych basenów na terenie szkoły przy ulicy Mazowieckiej. 
22 września 2023 Szkoła obchodziła 100-lecie szkolnictwa zawodowego w Przasnyszu i 60-lecie powstania Technikum Mechanicznego.

## Charakterystyka szkoły

### Infrastruktura
Zespół Szkół w Przasnyszu mieści się na 6,49 ha gruntów przy trzech obiektach: ul. Mazowieckiej, ul. Sadowej, ul. Gdańskiej.

#### Zabudowa szkoły
W skład zabudowy Zespołu Szkół wchodzą:
- budynki przy ulicy Mazowieckiej 25
  - budynek szkoły
    - biblioteka

  - boiska sportowe
  - internat
  - budynki byłych warsztatów
- szkoła i hala sportowa przy ulicy Sadowej 5
- warsztaty szkolne przy ulicy Gdańskiej 1
- ośrodek wypoczynkowy „Muszaki” w Zawadach (nie istnieje)

#### Biblioteka
W 1959 r. zafunkcjonowała biblioteka szkolna przy ulicy H. Sawickiej (obecnie J. Piłsudskiego). W 1964 r. została przeniesiona do budynku szkolnego przy ulicy Mazowieckiej. W 1974 r. otrzymała duży lokal z wydzieloną czytelnią. W roku 2001 Małgorzata Sobiesiak zainicjowała proces przekształcenia biblioteki w szkolne centrum informacji, gdzie powstał projekt komputeryzacji książnicy. Biblioteka została wyposażona w komputery nowej generacji o programach multimedialnych, bierze aktywny udział w wielu przedsięwzięciach kulturalnych, wydarzeniach historycznych, projektach regionalnych, organizowane były obozy wędrowne, wakacyjne ochotnicze hufce pracy, akcje wolontariatu, krwiodawstwa czy pomoc w organizacji i udział WOŚP.

#### Internat szkolny
Budowę internatu szkolnego rozpoczęto w 1962 r. Wcześniej młodzież zamieszkiwała przy ulicy Mławskiej, a od 1953 r. przy ulicach Świerczewo i Słowackiego. W 1963 r. w koszarach 64 Pułku Szkolnego w Przasnyszu zakwaterowano chłopców i nauczycieli. W grudniu 1963 r. oddano do użytku nowy budynek internatu przy ulicy Mazowieckiej 25. Kierownikiem internatu został Zdzisław Pasymowski. W latach 1963–1987 w internacie było 48 pokoi sypialnych, w latach 1992–1998 było 270 miejsc noclegowych, a w 2002 r. mieszkało w placówce 200 osób. W 2014 r. został przeprowadzony remont obiektu.

#### Warsztaty szkolne
W roku 1965 oddano do użytku nowo wybudowany obiekt warsztatów szkolnych przy ulicy Mazowieckiej. Naukę praktyczną zawodu uczyło 19 nauczycieli. W 1993 r. szkoła pozyskała obiekt do remontu i modernizacji po byłej stacji obsługi samochodów przy ulicy Gdańskiej 1. W 2003 r. warsztaty szkolne zostały przekształcone w Centrum Kształcenia Praktycznego, pierwszym kierownikiem został Andrzej Brocki.

#### Ośrodek wypoczynkowy „Muszaki”
W roku 1972 zafunkcjonował przy Szkole ośrodek wypoczynkowy „Muszaki” w Zawadach koło Janowa. Był usytuowany w bezpośrednim sąsiedztwie ośrodka pracowników służby zdrowia – „Leśny Poranek”. W roku 1989 było wybudowanych 13 domków kempingowych mieszkalnych, świetlica, magazyn, umywalnia i sanitariaty. Ośrodek „Muszaki” ostatecznie został zlikwidowany w 2006 r.

### Skład ZSP
- Technikum
- II Liceum Ogólnokształcące
- Liceum Ogólnokształcące dla Dorosłych
- Branżowa Szkoła I stopnia

#### Wyposażenie ZSP
Zespół Szkół dysponuje: 35 salami lekcyjnymi, 5 salami komputerowymi, biblioteką, czytelnią, świetlicą, centrum multimedialnym, 4 pracowniami komputerowymi, 2 salami gimnastycznymi, gabinetem profilaktyki zdrowotnej, boiskiem wielofunkcyjnym. W 2009 r. przy ulicy Sadowej oddano do użytku kompleks sportowy Orlik 2012.
W 2013 r. obiekt przy ulicy Gdańskiej, gdzie odbywają się zajęcia warsztatowe został wyremontowany i dysponuje: 2 pracownie diagnostyki pojazdów samochodowych, 3 pracownie gastronomiczne, 2 pracownie naprawy pojazdów samochodowych, pracownia obróbki ręcznej, pracownia elektrotechniki i elektroniki samochodowej oraz pracownia obróbki maszynowej.

#### Zespół szkół w liczbach
- nauczycieli w latach 1951/2012 – 411
- dyrektorów, wicedyrektorów, kierowników szkolenia praktycznego w latach 1924/2012 – 34
- technikum mechaniczne ukończyło absolwentów – 2081
- technikum mechaniczne wszystkich typów ukończyło absolwentów – 3175
- technikum wszystkich typów ukończyło absolwentów – 5643
- wszyscy absolwenci wszystkich typów – 20 949
- technikum mechaniczne po ZSZ ukończyło absolwentów – 458

### Obsługa ZSP
- administracja
- kierownik gospodarczy
  - referenci, kucharki, konserwatorzy

### Komitety opiekuńcze szkoły
Komitetem opiekuńczym szkoły były:
- Państwowy Ośrodek Maszynowy – (1961-1977)
- Zakład Wytwórczy Aparatury Rozdzielczej im. Dymitrowa w Przasnyszu – (1977-1997)
- 2 Pułk Rozpoznania Radioelektronicznego – (1970-1996)
- ZIPP w Przasnyszu (prezes Robert Olsztyn) – (2014-obecnie)

## Sport szkolny

### Działalność sportu szkolnego
Na zajęciach WF-u pod kierunkiem nauczycieli kształtowały się charaktery sportowców szkoły. Na przestrzeni wielu lat byli widoczni na arenach krajowych, wojewódzkich i powiatowych. W latach 60/70 XX wieku aktywnie działali nauczyciele WF-u Zygfryd Wasilewski i Tadeusz Wiśnik w rozbudowie infrastruktury sportowej, w pozyskaniu sprzętu sportowego. W 1976 r. powstał Szkolny Klub Sportowy „Amator”. Zrzeszał nauczycieli i młodzież szkolną. Szkoła dzięki nauczycielom-trenerom oraz dyrekcji odnotowała wiele sukcesów w następujących dyscyplinach sportu:

- piłka nożna
- koszykówka
- lekka atletyka
- siatkówka
- piłka ręczna
- tenis stołowy
- zapasy
- podnoszenie ciężarów
- kolarstwo
- trójbój siłowy

### Wybrane sukcesy
Na przestrzeni lat uczniowie Szkoły odnieśli wiele sukcesów sportowych, w tym między innymi:

- I miejsce na szczeblu woj. warszawskiego w turnieju o Puchar Przeglądu Sportowego i Telewizji Polskiej, udział w rozgrywkach strefowych w Biskupcu i awans do szczebla ogólnopolskiego, V miejsce w Polsce (trener Henryk Mocek) – 1973
- II miejsce w koszykówce chłopców podczas Wojewódzkiej Olimpiadzie Młodzieży (trener Marek Skierkowski) – 1976
- I miejsce w punktacji drużynowej w mistrzostwach Mazowsza i Warszawy w drużynowych zawodach LA o puchar Przeglądu Sportowego w Otwocku – 1976
- I miejsce w piłce ręcznej chłopców podczas WOM – 1977
- II miejsce w piłce siatkowej chłopców podczas WOM – 1977
- I miejsce w piłce nożnej podczas WOM – 1977
- I miejsce w piłce nożnej chłopców podczas WOM w Przasnyszu – 1980
- I miejsce w koszykówce, w piłce ręcznej dziewcząt podczas WOM – 1981
- I miejsce w koszykówce chłopców podczas WOM – 1984
- II miejsce w piłce nożnej chłopców podczas WOM – 1986
- I miejsce w mistrzostwach wojewódzkich w biegach przełajowych w Komorowie – 1988
- II miejsce w piłce nożnej, w koszykówce chłopców, dziewcząt podczas WOM – 1990
- I miejsce w Wojewódzkiej Spartakiadzie Szkół Rolniczych w Makowie Mazowieckim – 1992
- I miejsce w punktacji drużyn w przełajach dziewcząt i chłopców w Różanie – 1996
- I miejsce w koszykówce dziewcząt podczas WOM – 1999
- 1/16 finału krajowego, w Erze Ligi Szkolnej w koszykówce męskiej – 2003
- I miejsce w rejonowych biegach przełajowych w Ostrołęce zajął uczeń ZSP Daniel Mocek – 2012
- I miejsce w mistrzostwach Powiatu Przasnyskiego w tzw. Liceliadzie – 2005/2015
- I miejsce ucznia ZSP Jakuba Chrzanowskiego w Międzynarodowych Mistrzostwach Polski Federacji WPC „International Polish Championship in Bench Press RAW, EQ, Powerlifting and Single Deadlift” w wyciskaniu leżąc – 2017
- I miejsce drużynowo na szczeblu powiatowym tenisa stołowego w Chorzelach – 2019

## Kalendarium szkoły[24][5]
- 1923/1939 – powstała Sejmikowa Szkoła Rolnicza w Rudzie
- 1924/1939 – rozpoczyna działalność Publiczna Szkoła Dokształcająca Zawodowa
- 1948/1950 – powstała Publiczna Szkoła Średnia Zawodowa
- 1948/1951 – dyrektorem Szkoły został Jan Bukowski
- 1951 – dyrektorem Szkoły został Stanisław Jeliński
- 1950/1951 – przekształcenie w Zasadniczą Szkołą Zawodową
- 1951/1950 – zmiana nazwy szkoły na Zasadniczą Szkołę Metalową
- 1958/2012 –rozpoczyna działalność Zasadnicza Szkoła Zawodowa dla pracujących i dokształcająca
- 1959 – wybudowano pawilon na potrzeby szkoły, otwarcie biblioteki szkolnej
- 1961 – komitetem opiekuńczym szkoły został Państwowy Ośrodek Maszynowy
- 1963 – powstaje Technikum Mechaniczne (112)
- 1965 – został oddany do użytku budynek warsztatów szkolnych
- 1965/2012 – powstaje Szkoła Przysposobienia Rolniczego, potem Zasadnicza Szkoła Rolnicza
- 1966 – nawiązanie współpracy Szkoły z Zakładami Wytwórczymi Aparatury Rozdzielczej im.G. Dymitrowa
- 1967/2006 – rozpoczyna działalność wieczorowe Technikum Mechaniczne po ZSZ, dla pracujących i dorosłych
- 1969/1978 – dyrektorem został mgr Edward Lemanowicz
- 1969/2012 – powstaje liceum (4 i 3 letnie)
- 1970 – komitetem opiekuńczym Szkoły został 2 Pułk Rozpoznania Radioelektronicznego
- 1971 – zafunkcjonowało technikum mechaniczne na podbudowie zasadniczej szkoły zawodowej
- 1972 – przekształcenie w Zespół Szkół Zawodowych, przyłączenie technikum ekonomicznego, szkoły rolniczej
- 1972 – zafunkcjonował ośrodek wypoczynkowy „Muszaki”
- 1973 – reprezentacja szkoły w piłce nożnej zajęła V miejsce w Polsce w turnieju o Puchar Przeglądu Sportowego i Telewizji Polskiej
- 1974 – zmarł dyrektor Szkoły, nauczyciel Stanisław Jeliński
- 1974 – odbył się w Szkole pierwszy koncert artystów z Filharmonii Narodowej
- 1975/1982 – powstaje Policealne Studium Zawodowe
- 1976 – z inicjatywy polonisty Józefa Stolarczyka i Teresy Lelińskiej odbyło się w bibliotece spotkanie, prelekcja z regionalistą, nauczycielem Aleksandrem Drwęckim i historykiem, zarazem dyrektorem Liceum Ogólnokształcącego Marianem Rawą z uczniami szkoły
- 1976/1982 – zafunkcjonowało Technikum po ZSR
- 1977 – nadanie szkole imienia mjra Henryka Sucharskiego, wręczenie sztandaru
- 1977/1983 – rozpoczyna działalność zaoczne Technikum Rolnicze po ZSR
- 1977/1981 – rozpoczyna edukację średnie Studium Zawodowe
- 1978/1982 – powstanie zaocznego Liceum Ekonomicznego w Ciechanowie z punktem w Przasnyszu
- 1980 – I miejsce warsztatów szkolnych w konkursie woj. ostrołęckiego, II miejsce w ogólnopolskim konkursie
- 1981 – powstał w ZSZ klub PTTK
- 1983 – wręczenie sztandaru im. „Obrońców Wybrzeża” dla Szczepu nr 5 ZHP przy ZSZ
- 1985/1987 – rozpoczyna działalność zaoczne Policealne Studium Zawodowe
- 1987 – ZSP otrzymała puchar przechodni wojewódzkiego komendanta OHP
- 1989 – zakończenie działalności przez Szczep nr 5 ZHP przy ZSZ
- 1989 – zmarł nauczyciel Szkoły Henryk Leliński
- 1990 – funkcję dyrektora szkoły objęła mgr Teresa Lelińska
- 1990 – wizyta w Szkole wiceministra edukacji narodowej Aleksandra Łuczaka
- 1992 – powołano społeczny komitet budowy Szkoły Rolniczej przy ul. Sadowej 5
- 1993 – pozyskanie przez Szkołę obiektu przeznaczonego do remontu i modernizacji po byłej stacji obsługi samochodów przy ulicy Gdańskiej 1
- 1993 – wizyta w Szkole mjr Wiktora Białousa-Bielasa z okazji dorocznego biegu w Dniu Patrona
- 1995 – poświęcenie sztandaru Szkoły w Krakowie w katedrze wawelskiej przez ks. kard. Franciszka Macharskiego podczas IX Sympozjum Klubu Szkół Westerplatte
- 1997 – zmarła dyrektor Szkoły, nauczyciel mgr Teresa Lelińska
- 1998 – dyrektorem Szkoły został mgr Henryk Mocek
- 2000 – oddanie do użytku nowego budynku szkoły przy ulicy Sadowej 5
- 2001 – oddanie do użytku nowoczesnej hali sportowej
- 2001/2006 – przekształcenie biblioteki w szkolne centrum informacji, gdzie powstał projekt komputeryzacji
- 2001/2006 – rozpoczyna edukację Technikum Wieczorowe po ZSZ
- 2002 – reorganizacja szkoły i powstanie Zespołu Szkół Ponadgimnazjalnych
- 2002 – powstał z inicjatywy wicedyrektora Andrzeja Wierzbickiego Uczniowski Klub Sportowy „Kontra”
- 2002 – zmarł nauczyciel szkoły Józef Stolarczyk
- 2003 – warsztaty szkolne zostały przekształcone w Centrum Kształcenia Praktycznego
- 2003 – w szkole złożył wizytę premier RP Leszek Miller
- 2004 – w szkole uczyło się 1400 uczniów
- 2005 – odbył się pierwszy w szkole Dzień Papieski
- 2006 – zlikwidowanie ośrodka „Muszaki”
- 2008 – rozpoczęcie praktyk zagranicznych
- 2009 – oddano do użytku kompleks sportowy Orlik 2012 przy ulicy Sadowej
- 2010 – dyrektorem został mgr Andrzej Brocki
- 2012 – dyrektor mgr Andrzej Brocki otrzymał statuetkę za pracę uczniów na rzecz wolontariatu
- 2014 – remont internatu szkolnego ZSP przy ulicy Mazowieckiej
- 2014 – uroczystość z okazji 90-lecia szkolnictwa zawodowego w Przasnyszu i 50-lecia powstania Technikum Mechanicznego
- 2017 – przekształcenie Zespołu Szkół Ponadgimnazjalnych w Zespół Szkół Powiatowych im. mjra Henryka Sucharskiego
- 2017 – pierwsze miejsce w rankingu szkół podczas Olimpiady Wiedzy i Umiejętności Rolniczych dla ZSP im. mjr H.Sucharskiego w Przasnyszu
- 2017 – zostało dekretowane porozumienie o współpracy pomiędzy 5 Brygadą Obrony Terytorialnej w Ciechanowie a Zespołem Szkół Powiatowych im. majora Henryka Sucharskiego w Przasnyszu
- 2018 – w przasnyskim ZSP odbyła się prelekcja z okazji 155 rocznicy wybuchu Powstania Styczniowego, który wygłosił Jarosław Jaskólski, kustosz w Muzeum X Pawilonu Cytadeli Warszawskiej
- 2019 – uczniowie klas mundurowych ZSP w Przasnyszu uczestniczyli w zajęciach na terenie klubu strzelectwa sportowego „Kaliber” w Mławie
- 2019 – w ramach obchodów święta Żołnierzy Wyklętych szkołę ZSP w Przasnyszu odwiedził dr Jacek Karczewski – dyrektor muzeum Żołnierzy Wyklętych w Ostrołęce
- 2019 – międzyszkolna drużyna „Poland 2” zajęła 3 miejscem podczas Ogólnopolskich Targów Rolniczych Open Farm Agrolympics Poland
- 2020 – uczennica ZSP w Przasnyszu została wyróżniona dyplomem od Prezydenta Rzeczypospolitej Polskiej Andrzeja Dudy oraz listem gratulacyjnym od Elżbiety Witek w ramach ogólnopolskiego konkursu „Polskie serce pękło. Katyń 1940”, zainicjowanego przez marszałek Sejmu upamiętniającym zbrodnię katyńską

## Dyrektorzy szkoły[25]
- Feliks Otłowski (1924-1939)

- Jan Bukowski (1948–1951)
- Stanisław Jeliński (1951–1969)
- mgr Edward Lemanowicz (1969–1978)
- Jerzy Nieżurawski (1977–1979)
- mgr Aleksandra Rutkowska-Szwed (1978–1990)
- mgr Teresa Lelińska (1990–1998)
- mgr Henryk Mocek (1998–2005)
- mgr inż. Zbigniew Ropelewski (2005–2010)
- mgr Andrzej Brocki (2010–2021)
- mgr inż. Paweł Stanisław Szczepkowski (od 2021)

## Osoby związane ze Szkołą
Z Zespołem Szkół Zawodowych/Ponadgimnazjalnych/Powiatowych było i jest związanych wiele osób. Między innymi byli to i są:

- Bronisław Matuszewski
- Feliks Otłowski
- Marian Arct
- ks. Tadeusz Kamiński
- ks. Kazimierz Gwiazda
- Aleksander Drwęcki
- Bolesław Andrychowski
- Zofia Dziewiszek-Andrychowska
- Kazimierz Chojnacki (pilot)
- Kazimierz Ciepiela
- Ryszard Jakubczak
- Mariusz Bondarczuk
- Henryk Napiórkowski
- Stanisław Nowicki
- Leon Pająk
- Wiktor Białous
- Marek Sachmaciński
- ks. Michał Stolarczyk
- Radosław Waleszczak
- Tadeusz Myśliński
- Adam Struzik

## Galeria zdjęć

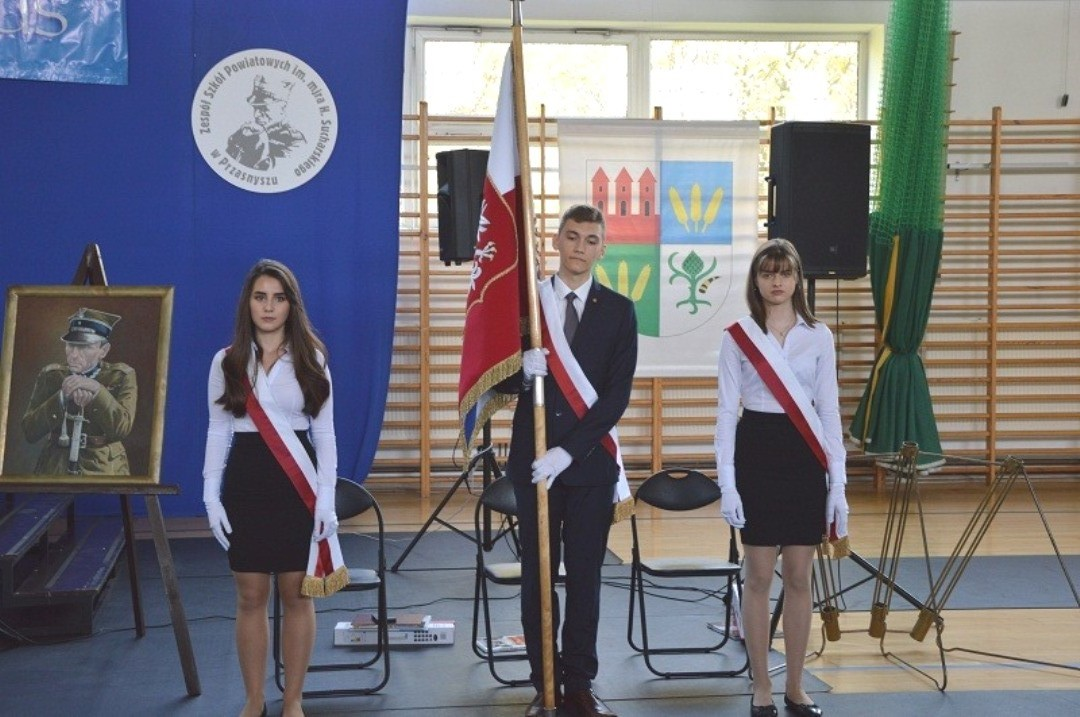
Przasnysz. Poczet sztandarowy ZSP
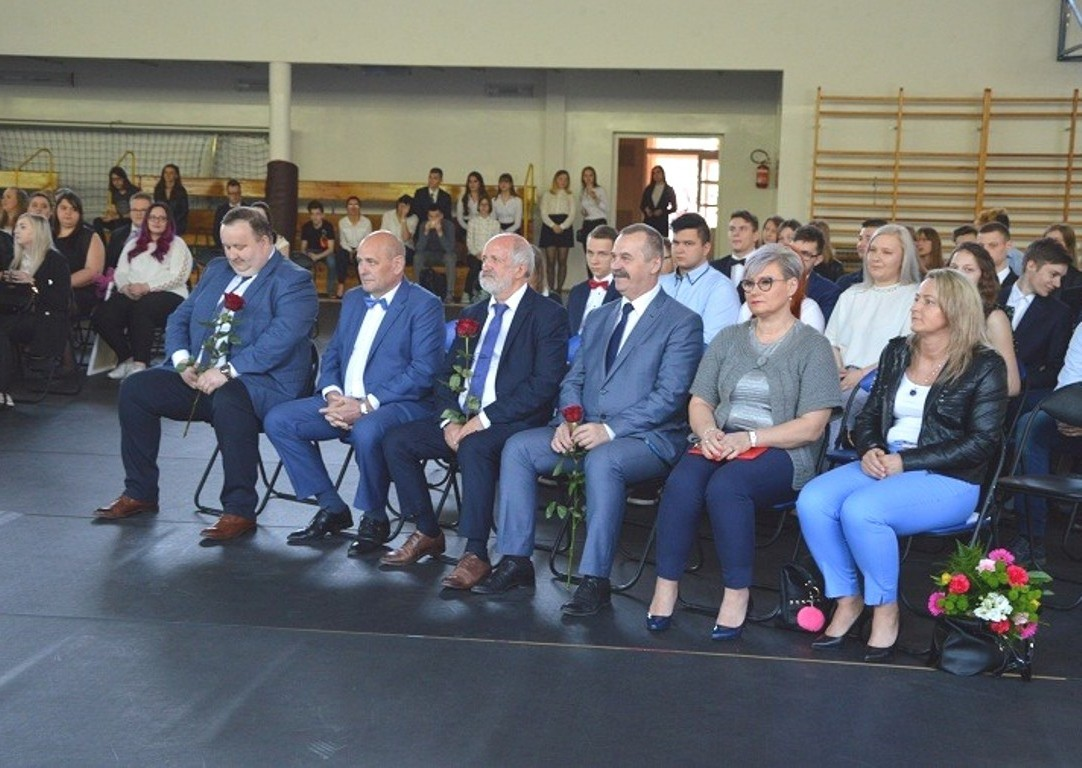
Przasnysz. Zakończenie roku szkolnego
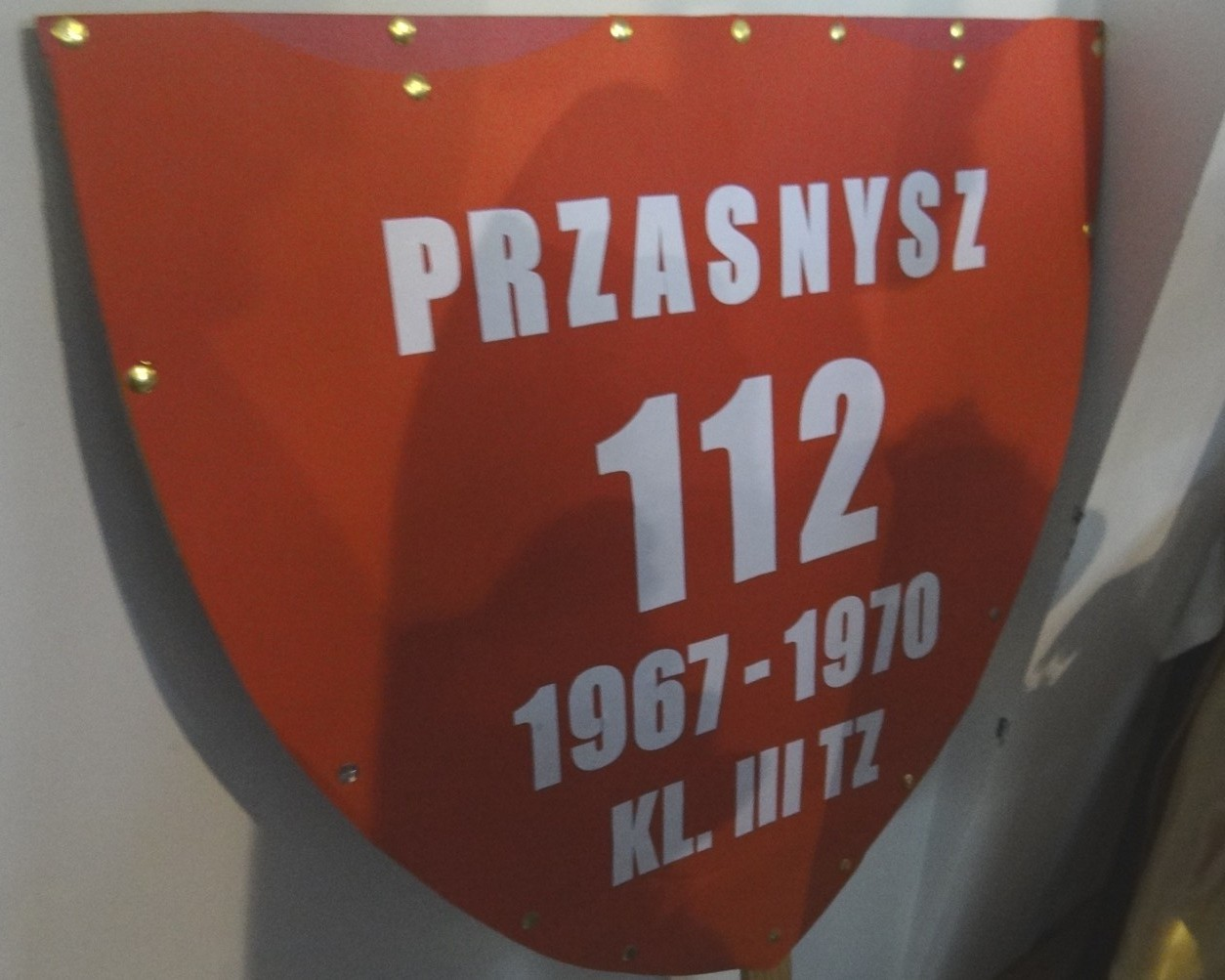
Emblemat TZ-112 (1967-1970)
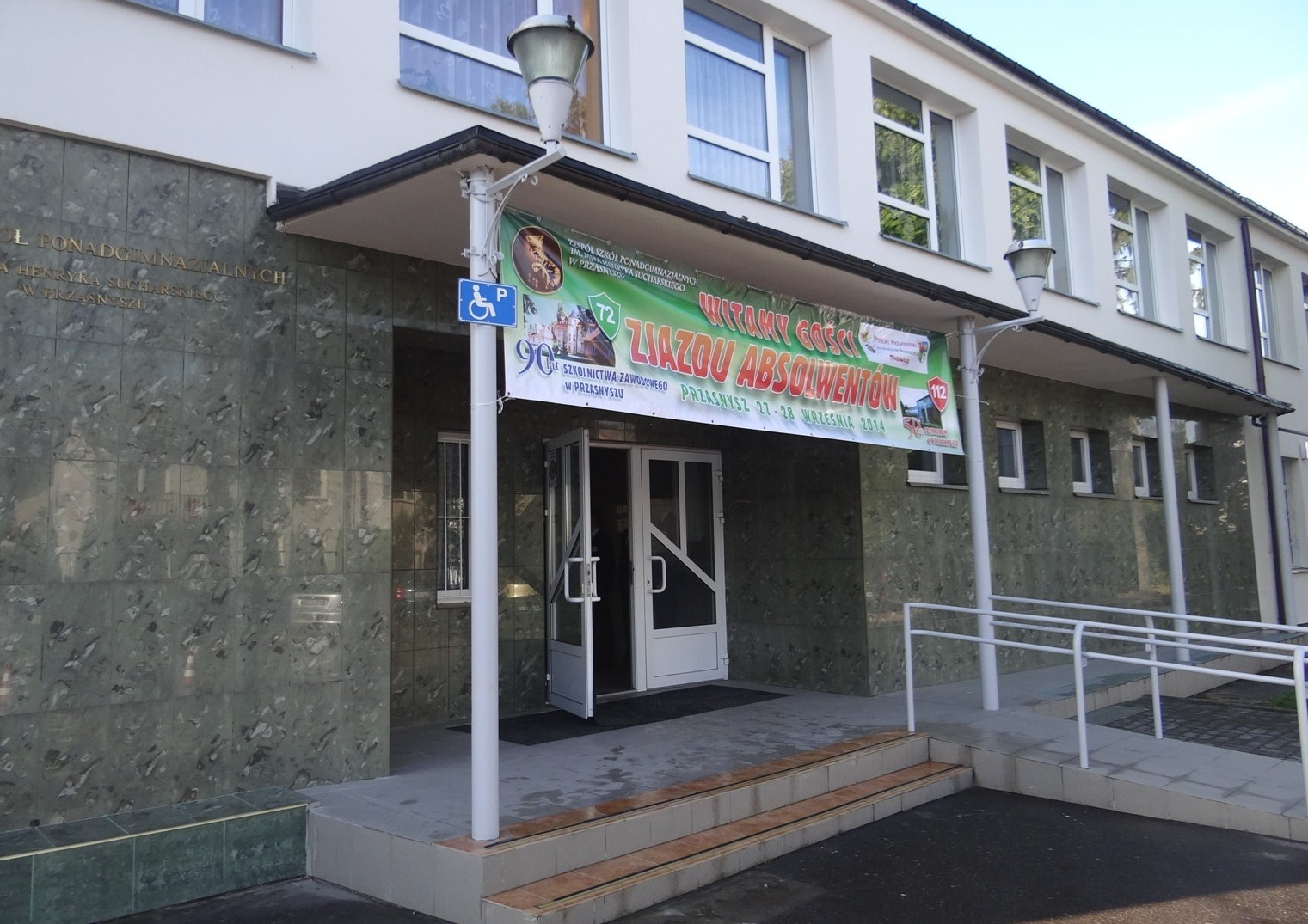
Przasnysz. Jubileusz 90- i 50-lecia
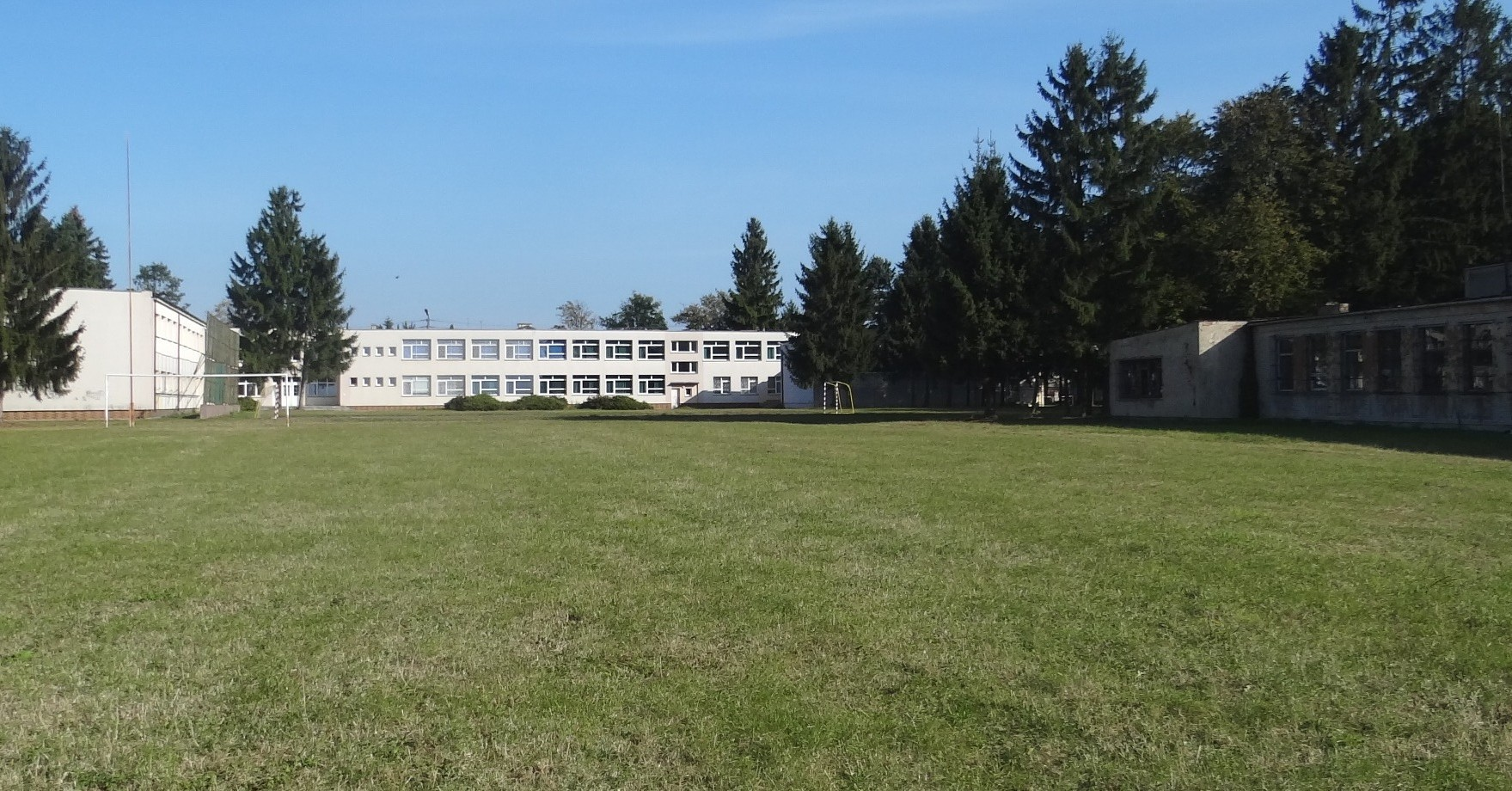
ZSP, Technikum Mechaniczne, warsztaty
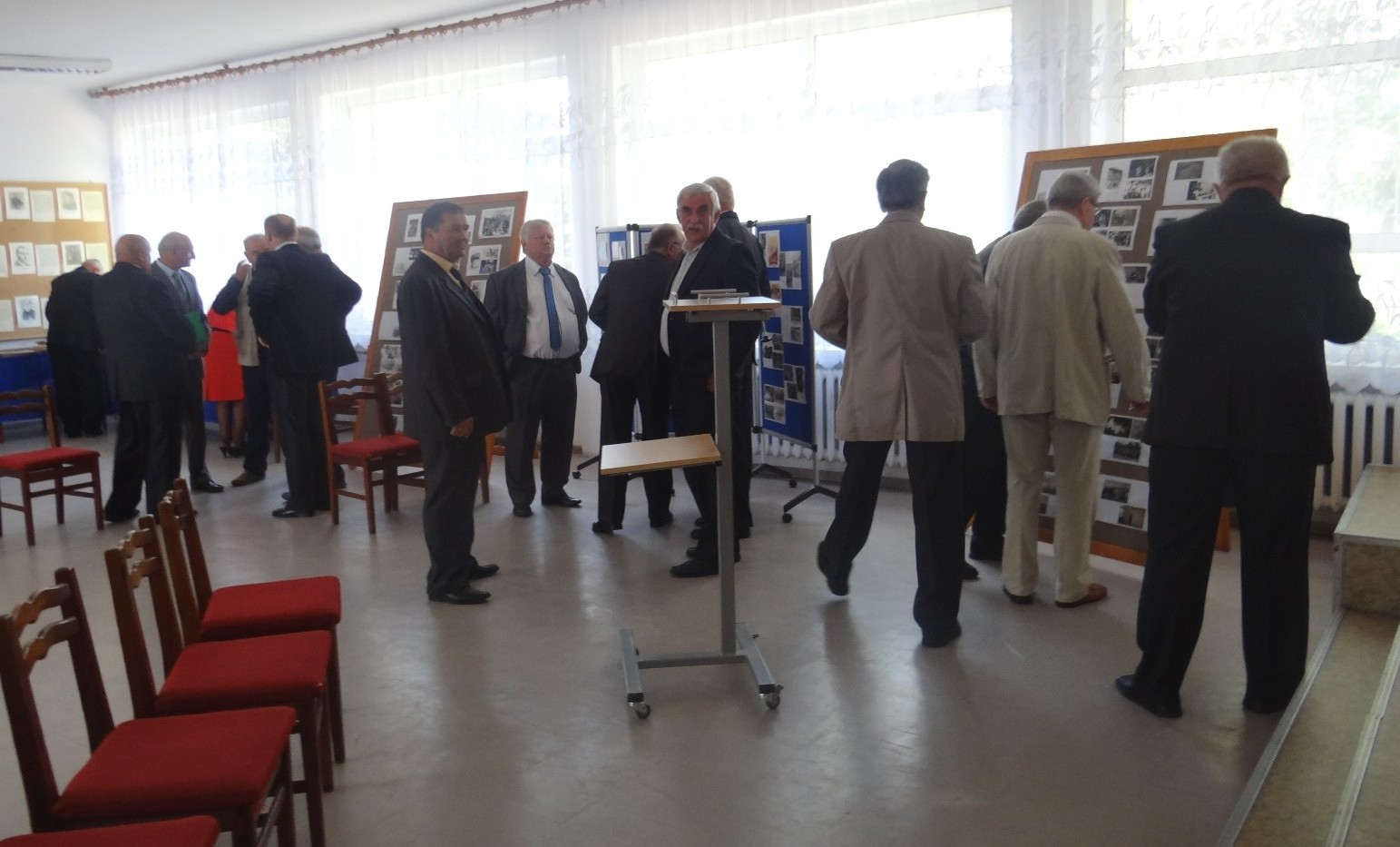
Przasnysz. Jubileusz 90 i 50-lecia
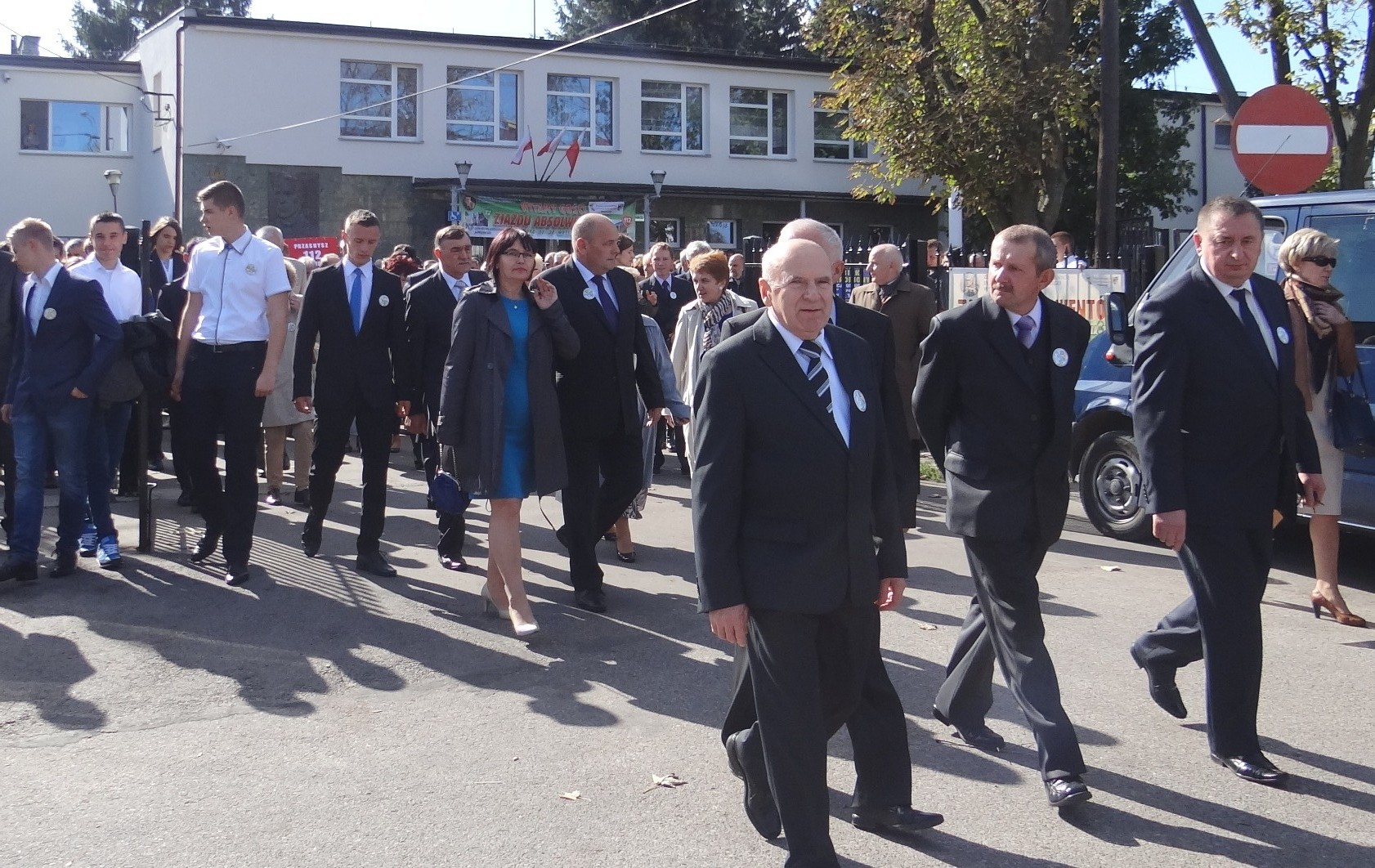
90-lecie ZSP i 50-lecie Technikum
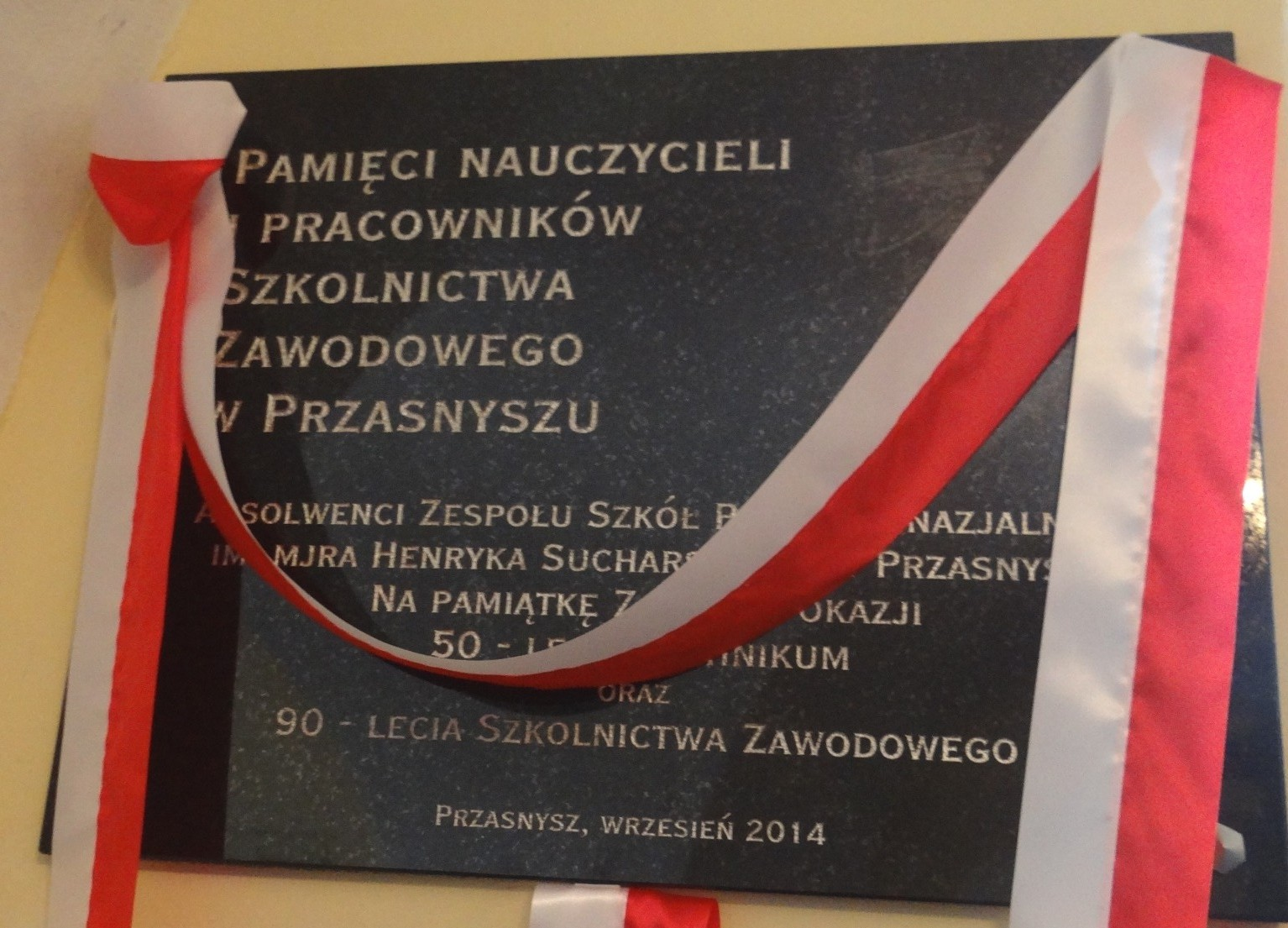
Tablica na 90- i 50-lecie
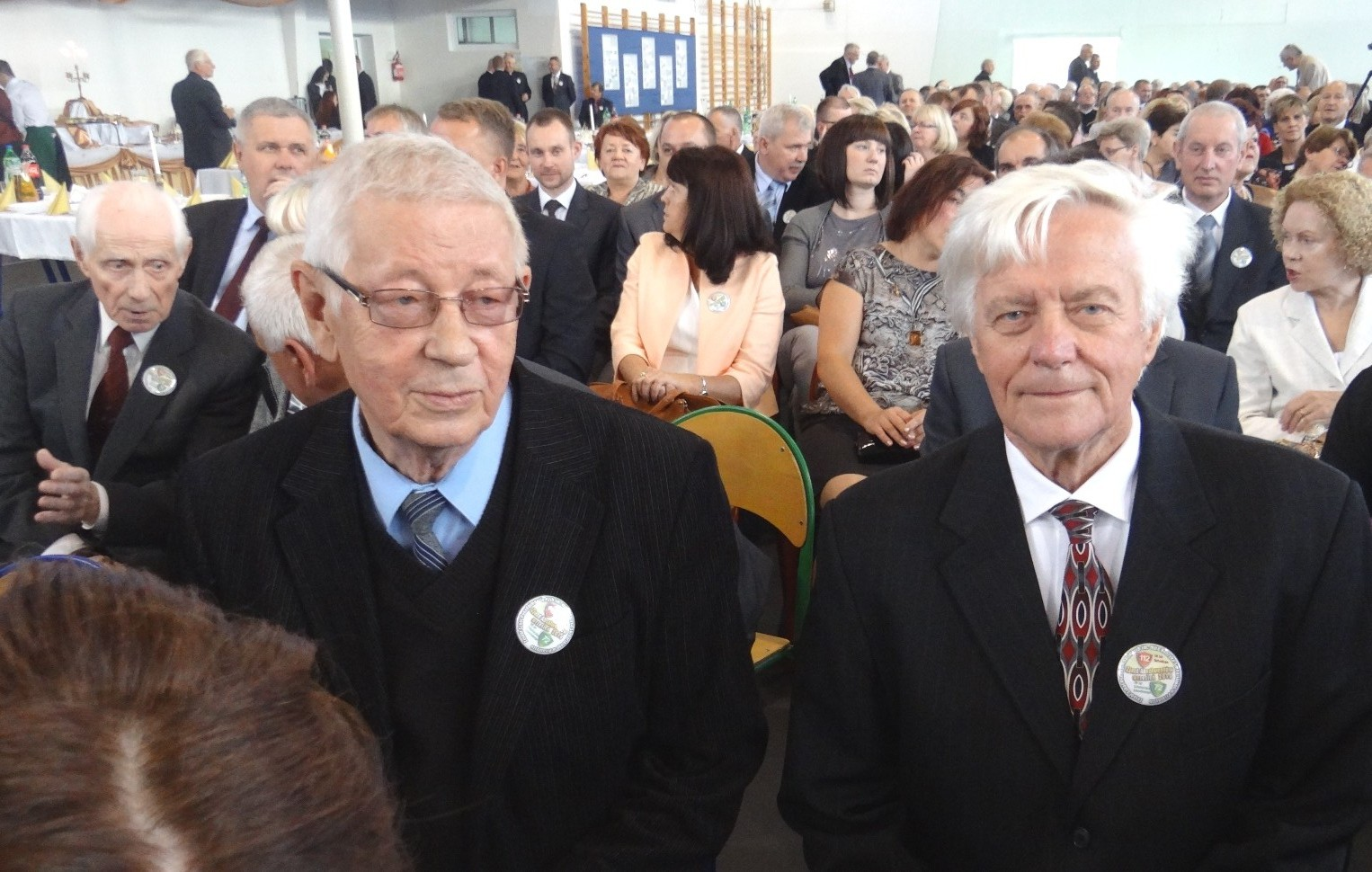
Nauczyciele: od lewej Prusik i Kapkowski
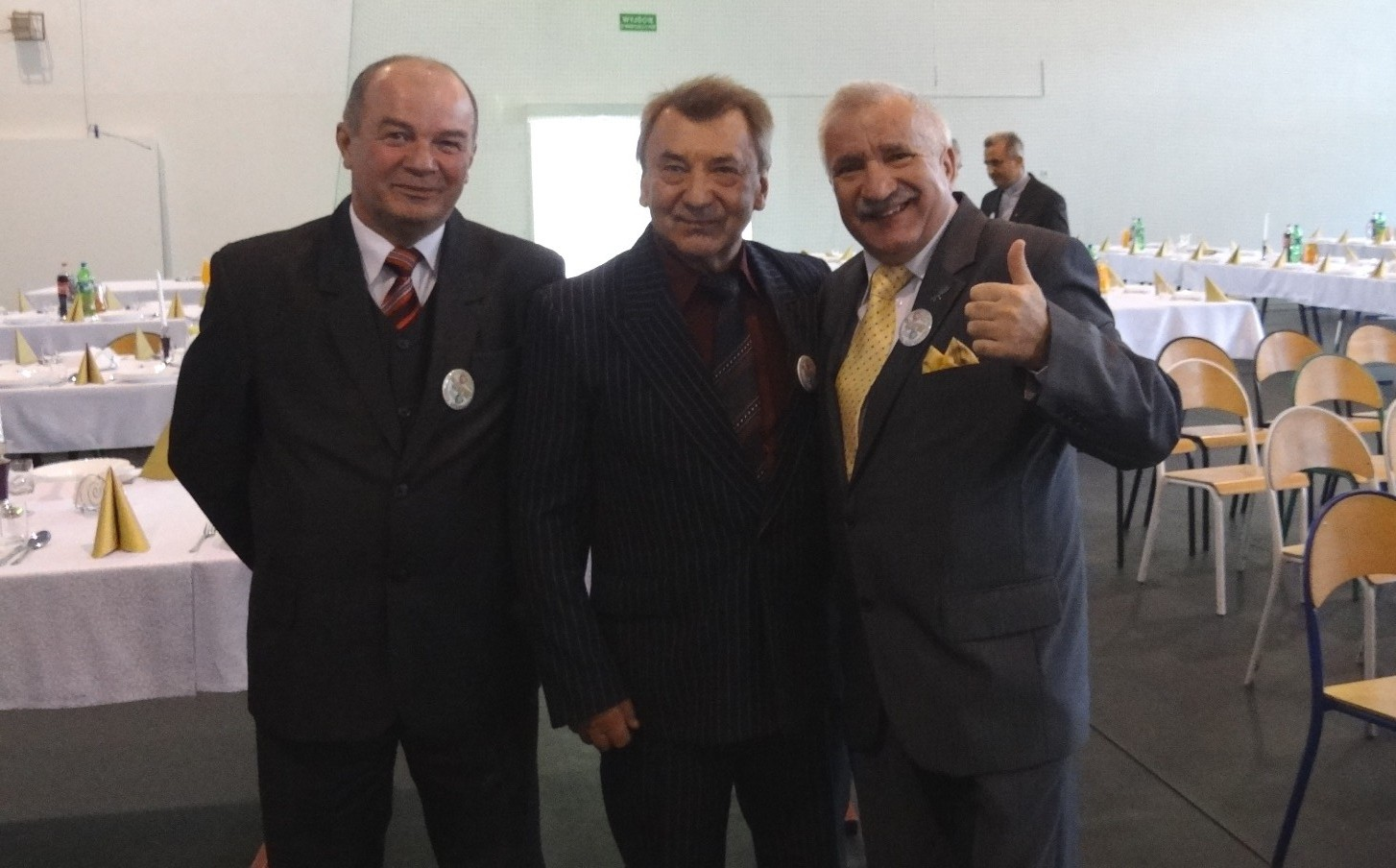
Przasnysz. Uroczystość 90- i 50-lecia
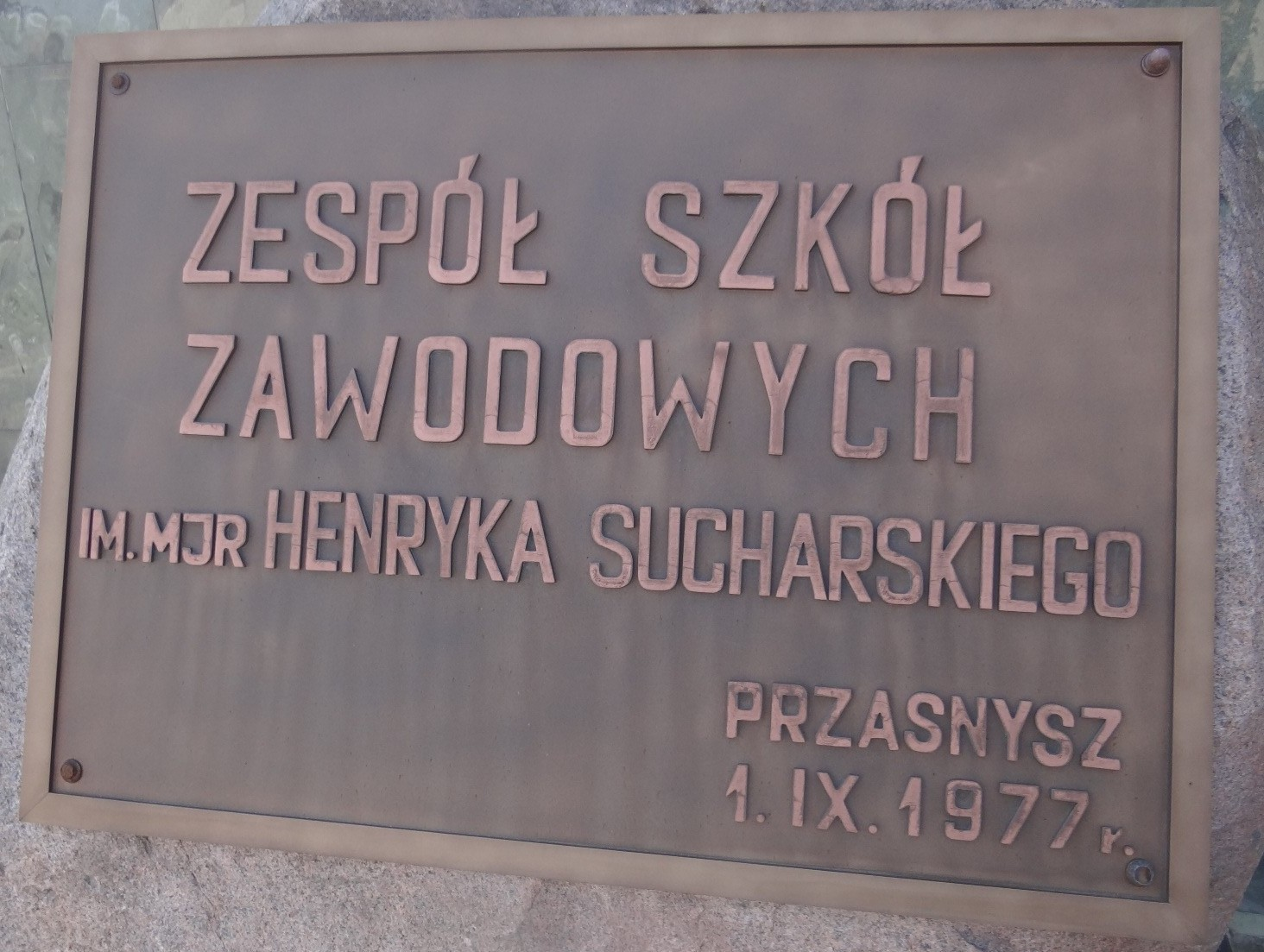
Tablica Zespołu Szkół Zawodowych
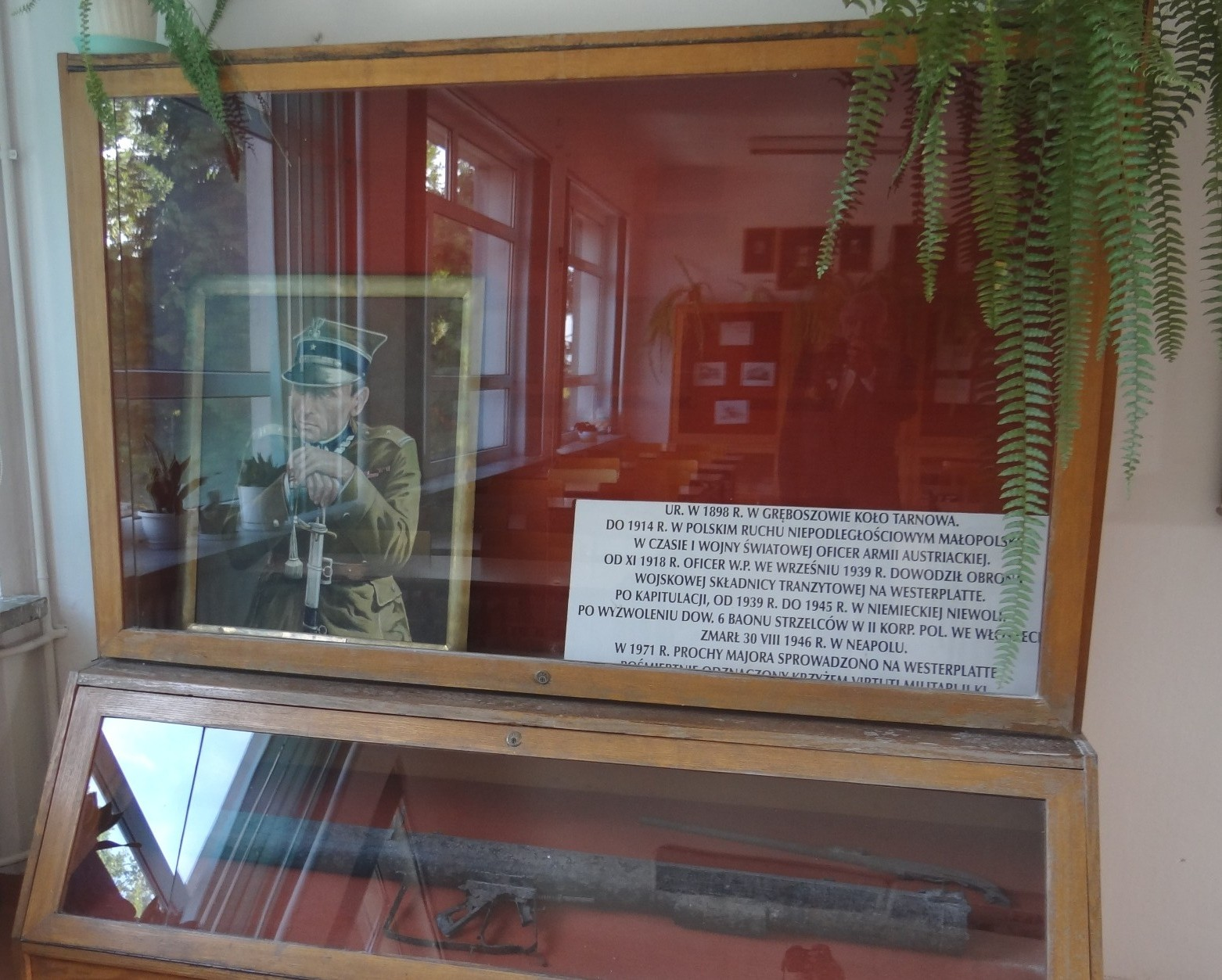
Patron Szkoły mjr Henryk Sucharski

## Przekształcenia
Publiczna Szkoła Dokształcająca Zawodowa → Publiczna Szkoła Średnia Zawodowa → Zasadnicza Szkoła Zawodowa → Zasadnicza Szkoła Metalowa → Zespół Szkół Zawodowych → Zespół Szkół Ponadgimnazjalnych → Zespół Szkół Powiatowych